# Social bookmarking
Pour les articles homonymes, voir Partage.

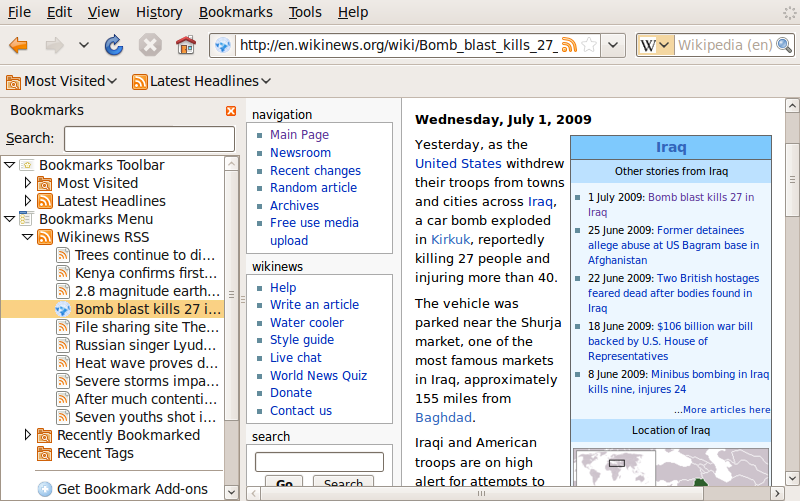

Le social bookmarking (en français « marque-page social », « navigation sociale » ou bien « partage de signets ») est une façon pour les internautes de stocker, de classer, de chercher et de partager leurs liens favoris.
Dans un système ou réseau de bookmarking social, les utilisateurs enregistrent des listes de ressources Web qu’ils trouvent utiles. Ces listes sont accessibles aux utilisateurs d'un réseau ou site web. D’autres utilisateurs ayant les mêmes centres d’intérêt peuvent consulter les liens par sujet, catégorie, étiquette ou même de façon aléatoire.
En dehors des favoris Web, on peut trouver d’autres services spécialisés sur un sujet particulier (alimentation et vins, livres, vidéos, commerce en ligne, cartographie, etc.).

## Historique
Le concept de listes de signets partagées en ligne date d’avril 1996 avec l’apparition du site itList.com. Pendant les trois années qui suivirent, ce secteur entra en concurrence avec des sociétés nouvellement arrivées sur le marché telles que Backflip, BlinkList, Clip2, Hotlinks, Quiver, etc,. Manquant de modèles économiquement viables, la plupart de ces sites précurseurs de bookmarking social a disparu avec l’éclatement de la bulle Internet.
En 2005 et 2006, les sites de bookmarking social, tels que Diigo, Delicious, StumbleUpon ou encore  Mister Wong sont devenus populaires. Des sites comme Reddit, Digg, Newsvine et le nouveau portail Netscape ont appliqué le principe du bookmarking social à leurs nouveaux services. En 2005, IBM a annoncé son intention d’entrer sur le marché du logiciel social.

## Fonctionnement
Dans un système de partage de signets, les utilisateurs enregistrent des liens vers les pages web qu’ils trouvent intéressantes. Ces listes de liens sont ensuite accessibles au public ou à un réseau particulier. Ainsi des gens ayant les mêmes centres d’intérêt peuvent les consulter, que ce soit par catégorie, par nom ou même de façon aléatoire. Certains s’appuient sur un répertoire permettant ainsi une certaine confidentialité.
Toutes leurs ressources sont par ailleurs catégorisées via la définition puis l'assignation de mots-clés (ou étiquettes) par les utilisateurs eux-mêmes (voir Folksonomie). La plupart des services de social bookmarking permettent aux utilisateurs de rechercher des signets en fonction de leur association avec des mots-clés donnés ; puis notent les ressources en fonction du nombre d’utilisateurs les ayant dans leurs favoris. De nombreux services de bookmarking social ont développé des algorithmes leur permettant de tisser des liens entre les mots-clés attribués aux sites Internet, cet algorithme examine des groupes de mots-clés particuliers et leur rapport avec d’autres mots-clés.
Le succès grandissant et la concurrence a permis de développer le nombre de services proposés, il ne s’agit plus uniquement de partager des signets mais également de les classer, les commenter, les importer ou les exporter, ajouter des notes, les réviser, les envoyer par mail, recevoir des notifications automatiques ou s’abonner, ajouter des annotations, créer des groupes ou des réseaux sociaux.

## Notification automatique
La classification et la notation des ressources étant un procédé en constante évolution, de nombreux services de bookmarking social permettent aux utilisateurs de s’abonner à des flux d’informations (voir Atom ou RSS) relatifs à des mots-clés ou collections de mots-clés. Ainsi, les abonnés sont continuellement au courant des dernières ressources sur un sujet donné puisqu’elles sont notées, étiquetées et classées par d’autres utilisateurs.

## Avantages
Ce système a plusieurs avantages par rapport aux logiciels traditionnels de localisation et de classification des sites web, tels que les moteurs de recherches. Toute la classification des ressources Internet (tels que les sites Web) s’appuyant des mots-clés est faite par des êtres humains qui « comprennent » le contenu du site contrairement aux logiciels qui essaient, au moyen d’algorithmes, de déterminer le sens de cette ressource. Ceci fournit des étiquettes classées sémantiquement, ce qui est difficile à trouver avec les moteurs de recherches actuels.
De plus, comme les gens ajoutent les ressources qu’ils trouvent utiles, les ressources jugées les plus utiles sont ajoutées par un plus grand nombre d’utilisateurs. Ainsi, le système va pouvoir noter les ressources en fonction de l’utilité que l'on a perçue en elles. C’est indiscutablement un système de mesure beaucoup plus utile aux utilisateurs que les systèmes notant les ressources en fonction du nombre de liens pointant vers elles.

## Inconvénients
Évidemment, il y a aussi des inconvénients à ce système d'étiquettes : pas de groupe standard de mots-clés (ou lexique contrôlé), pas de standard pour la structure des étiquettes (ex. : singulier ou pluriel, majuscules...), mauvais étiquetage en raison de fautes d’orthographe, étiquettes ayant plusieurs sens, étiquettes confuses à cause de synonymes ou d'antonymes, étiquetage particulièrement subjectif pour certains utilisateurs, aucun moyen d’indiquer les relations hiérarchiques entre étiquettes (ex. : un site peut être étiqueté fromage et cheddar sans que rien n’indique que cheddar soit une amélioration ou une sous-classe de fromage).
Le bookmarking social est également sujet à corruption et connivence. En raison de sa popularité, certains utilisateurs commencent à le considérer comme un outil à utiliser en plus de l’indexation pour rendre leur site Web plus visible. Plus une page Web est envoyée et étiquetée, plus elle aura de chance d’être trouvée. Les spammeurs référencent plusieurs fois la même page Web et/ou chaque page de leur site en utilisant un grand nombre d’étiquettes populaires, obligeant ainsi les développeurs à améliorer constamment leur système de sécurité pour éviter les abus. C'est pour cette raison que certains sites de bookmarking social ont dû ajouter des tests de Captcha, ce qui pose des problèmes aux gens utilisant le site pour des raisons autres que le spamming.

## Logiciels libres
Des logiciels libres permettant d'implémenter un service de bookmarking social existent, voir :
- Chipmark
- Unalog
- Shaarli
- Scuttle

## Les services de social bookmarking
Il reste encore quelques services de social bookmarking - ou assimilés - tels que :
- Diigo
- Pearltrees
- Pocket